# Kastilischer Erbfolgekrieg

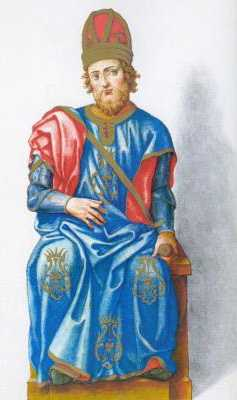
Heinrich IV.

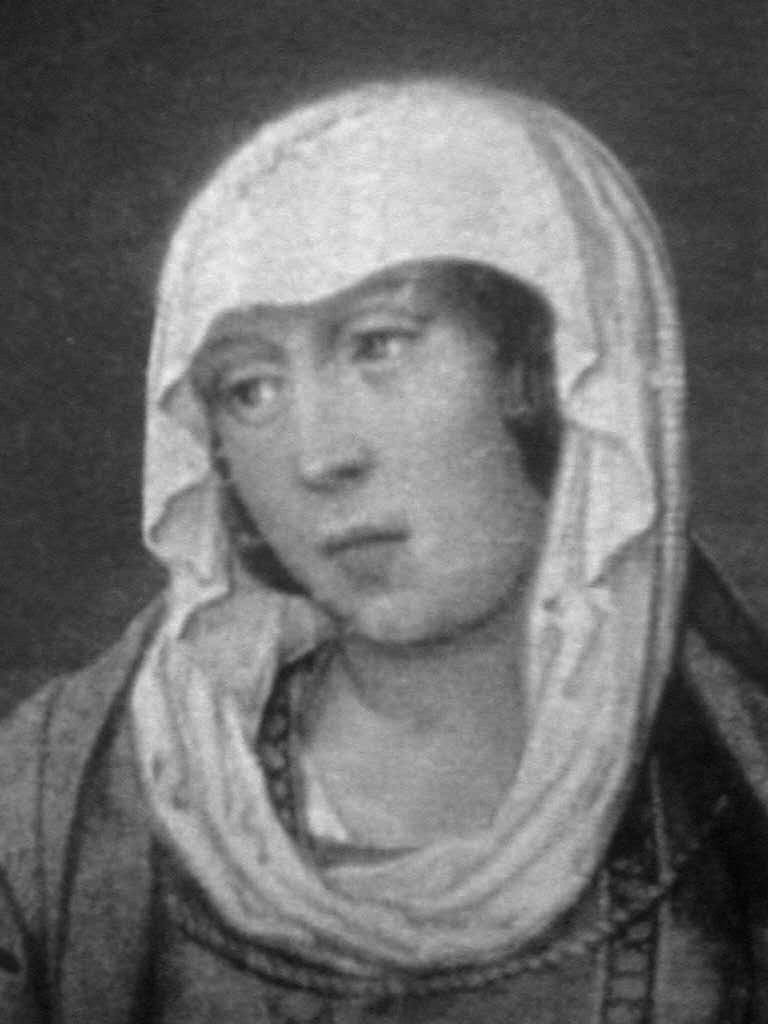
Johanna von Kastilien

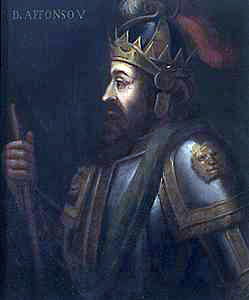
Alfons V.

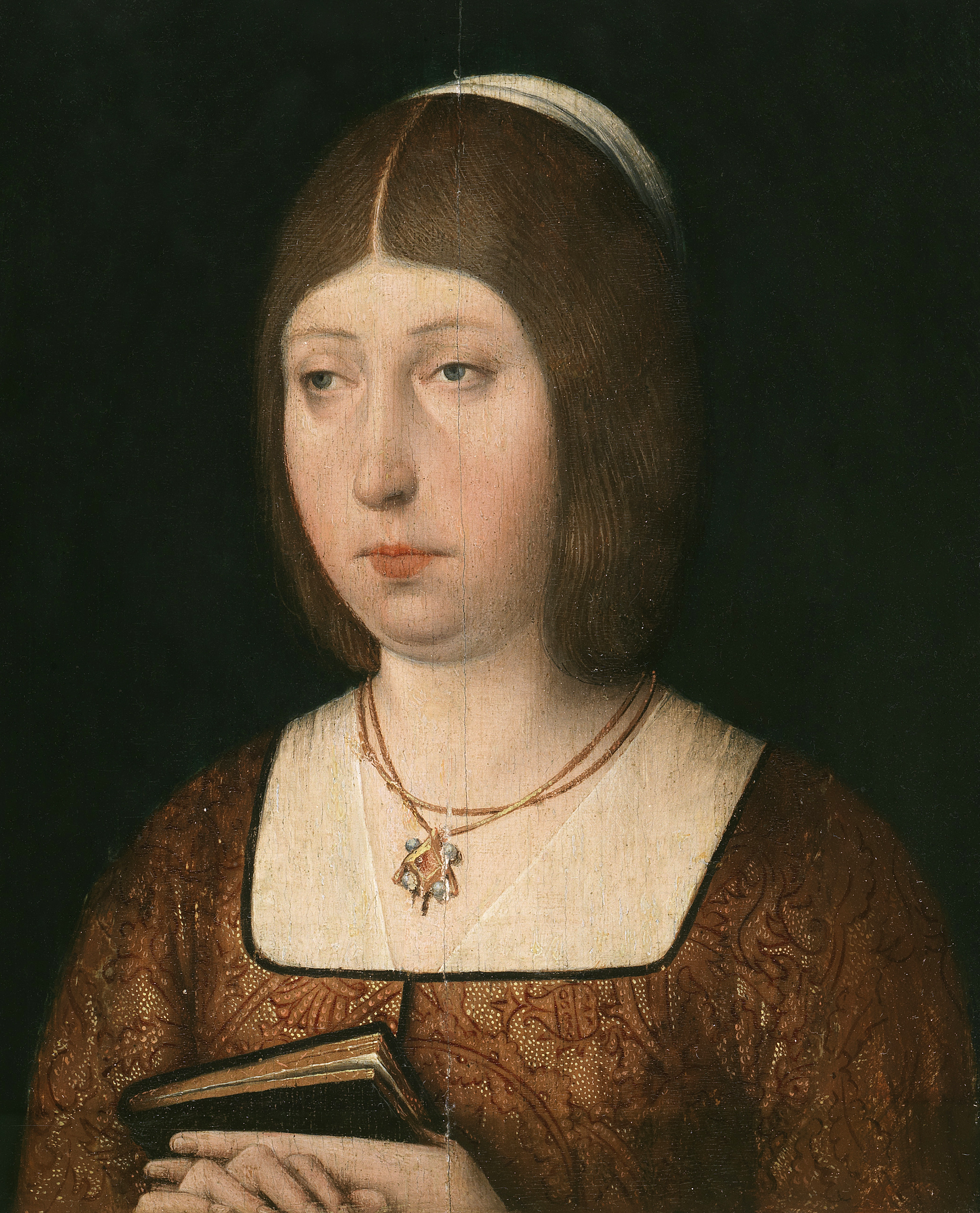
Isabella I.

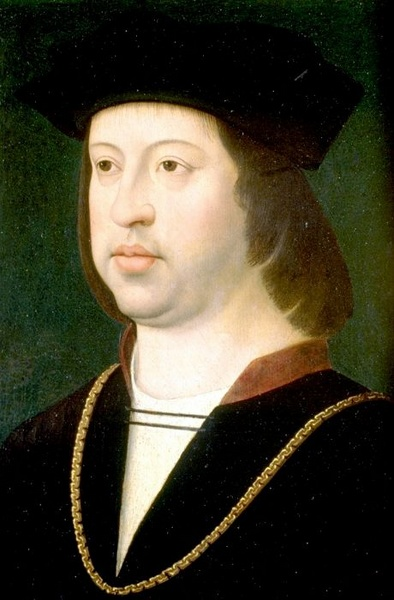
Ferdinand V.

Im Kastilischen Erbfolgekrieg, der von 1474 bis 1479 andauerte, ging es um die Nachfolge von Heinrich IV. von Kastilien. Die beiden Thronprätendenten waren Heinrichs mutmaßliche Tochter Johanna von Kastilien sowie seine Halbschwester Isabella mit ihrem Ehemann Ferdinand, die ihren Anspruch schließlich durchsetzen konnten. Durch das Eingreifen Portugals und Frankreichs bekam der Konflikt internationale Bedeutung.

## Gründe
Obwohl es vordergründig um die Nachfolge des am 11. Dezember 1474 gestorbenen Königs Heinrich IV. von Kastilien ging, handelte es sich hier eher um eine Auseinandersetzung zwischen den Mächten des Adels, repräsentiert durch die Anhänger Johannas, und der Macht der Krone, repräsentiert durch Isabella und Ferdinand. Dieser Konflikt zwischen einem Bündnis der großen Adelsfamilien (liga nobiliaria castellana) und der Krone schwelte bereits seit der Regierungszeit des Königs Johann II. und war in den letzten Regierungsjahren Heinrichs IV. in verschiedenen Erhebungen und bewaffneten Auseinandersetzungen zum Ausbruch gekommen.
Das Interesse Portugals an der Auseinandersetzung bestand nicht in erster Linie darin, den Thronanspruch Johannas durchzusetzen, sondern darin, eine Schwächung Kastiliens zu erreichen, um so Vorteile bei der Festlegung der Einflussgebiete Kastiliens und Portugals in Afrika und im Atlantik zu erlangen.
Zwischen Frankreich und Aragón bestanden Spannungen, da Frankreich den Besitz des Roussillon und der Gegend um Perpignan anstrebte. Außerdem zeigte Frankreich großes Interesse am Königreich Mallorca und hätte gern das Königreich Navarra unter seine Kontrolle gebracht. Darüber hinaus lagen Frankreich und Aragonien im Streit um die Herrschaft in Neapel, Sizilien und Sardinien.
Anfang Dezember 1474, also wenige Tage vor dem Tod Heinrichs IV., marschierten französische Truppen im Roussillon ein und belagerten Perpignan. In einem Bündnisvertrag vom September 1475 sicherte Portugal Frankreich zu, im Falle eines Sieges Frankreich das Roussillon, die Serdagne und Mallorca abzutreten.

### Hintergrund des Erbfolgestreites
1440 heiratete der damals 15-jährige spätere König Heinrich IV. von Kastilien die 16-jährige Blanka von Navarra (* 1424; † 1464). Mehr als zwölf Jahre später erklärte ein Gericht des Bischofs von Segovia diese Ehe 1453 für nichtig. Als Grund wurde die Impotenz des Ehemanns (Heinrich IV.) angegeben.
Ein Jahr nach seiner Ausrufung zum König von Kastilien heiratete Heinrich 1455 seine Cousine Juana de Avis y Aragón, die Schwester des portugiesischen Königs Alfons V. Zwar lag ein Dispens für die Wiederverheiratung von Heinrich vor, nicht aber für seine Vermählung mit einer nahen Blutsverwandten.
1462 brachte die Königin nach siebenjähriger Ehe ein Mädchen zur Welt, Johanna. Die Cortes von Madrid erkannten Johanna als Thronerbin an. Dass die Königin ein recht freizügiges Leben führte, war allerdings bei Hofe allgemein bekannt, man unterstellte ihr viele Abenteuer und mindestens zwei außereheliche Kinder. So trug Johanna den Beinamen „La Beltraneja“, weil man Beltrán de la Cueva als ihren Vater vermutete.
Daraus ergaben sich zwei Argumente gegen die Thronfolge von Johanna. Zum einen, dass sie wegen der Impotenz von Heinrich IV. nicht die Tochter Heinrichs sein könne. Zum andern, dass sie wegen der Ungültigkeit der Ehe zwischen Heinrich IV. und seiner zweiten Ehefrau Juana de Avis y Aragón nicht erbberechtigt sei. Henrichs Halbschwester Isabella übernahm das zweite Argument, da sie sich dadurch nicht über so heikle Fragen wie Heinrichs IV. Impotenz und/oder sexuellen Neigungen bzw. die Seitensprünge der Königin äußern musste.
Heinrich selbst erkannte Johanna ihre Erbansprüche in verschiedenen Abkommen ab. So enterbte er sie z. B. am 30. November 1464 unter dem Druck des Adels, ohne sie jedoch für unehelich zu erklären, und erkannte seinen Halbbruder Alfons als Thronerben an.
Am 5. Juni 1465 rief eine Gruppe von Adeligen in Ávila den inzwischen 11-jährigen Alfons zum König aus. Dieser Proklamation ging ein Schauspiel voraus, in welchem einer Puppe, die Heinrich IV. darstellen sollte, durch Alfonso Carillo de Acuña, den Erzbischof von Toledo, die Krone und anschließend durch Juan Fernández Pacheco y Téllez Girón, den Marquis von Villena, das Zepter abgenommen wurden. Diese Vorfall wurde später als Farsa de Ávila bekannt.  Unter einem König Alfons, der unter der Obhut einiger Mitglieder des Hochadels stand, hätte die Autorität und Macht der Krone allerdings erhebliche Einbußen erlitten, und so weigerte sich Isabella nach Alfons’ Tod im Jahre 1468, die Nachfolge ihres Bruders anzutreten.
Bei Abschluss des Pakts von Guisando zwischen Heinrich IV. und seiner Halbschwester Isabella im Jahr 1468 entband der Apostolische Legat und Bischof von León alle Personen von den Eiden, die sie auf Heinrichs Tochter Johanna als legitime Thronerbin abgelegt hatten. In diesem Pakt ging der König zwar weiterhin davon aus, dass Johanna seine Tochter sei, seine Eheschließung mit ihrer Mutter, Johanna von Portugal, dagegen ungültig wäre, weil die wegen der nahen Verwandtschaft der Eheleute notwendige Dispens fehlte. Außerdem ernannte er Isabella zur Fürstin von Asturien.
Bei seinem Tod am 11. Dezember 1474 hinterließ Heinrich IV. kein Testament oder sonstige Anweisungen, die eine Thronfolge geregelt hätten.

### Hintergrund der Expansionspolitik
Papst Nikolaus V. hatte bereits am 18. Juni 1452 in der Bulle Dum diversas und am 8. Januar 1455 in der Bulle Romanus Pontifex die Portugiesen ermächtigt, Länder in Westafrika zu erobern. Kastilien hatte dagegen ein Interesse an dem östlich der Kanarischen Inseln gelegenen Küstenstreifen Afrikas. Vor und während des Erbfolgekrieges kam es zu verschiedenen Zusammenstößen zwischen portugiesischen und kastilischen Eroberern und Händlern in dem Gebiet. Portugal hatte darüber hinaus ein Interesse daran, durch  Umrundung Afrikas Indien zu erreichen, um so den Landhandel zwischen Ostasien und dem Mittelmeergebiet zu vermeiden. Während des Krieges versuchten die Kastilier, sich in den Afrikahandel einzumischen, der bis dahin ein Monopol der Portugiesen gewesen war. Die baskischen Seeleute hatten dem Feind Verluste zugefügt; kastilische Korsaren überfielen portugiesische Handelsschiffe; Andalusier machten Expeditionen zum Golf von Guinea.

## Verlauf
Nach dem Tod Heinrichs IV. ließ Isabella sich am 13. Dezember 1474 in Segovia zur Königin ausrufen. In den Reichen der Krone von Kastilien waren die Reaktionen auf Isabellas Proklamation unterschiedlich. Sie erhielt die Zustimmung verschiedener der bedeutender Adelsfamilien, Kirchenfürsten und Städte, und auch sich einige Adelsfamilien abwartend verhielten und die Proklamation offenbar nicht zur Kenntnis nahmen, entwickelten sich vorerst keine Feindseligkeiten.
Vereinfacht kann die Lage so beschrieben werden, dass der nördliche Teil der iberischen Halbinsel mit Ausnahme der Gebiete an der portugiesischen Grenze die Katholischen Könige Isabella und Ferdinand als rechtmäßige Herrscher anerkannten oder zumindest akzeptierten. Das Erzbistum von Toledo, das Marquisat von Villena, Estremadura, Andalusien und Galicien (d. h. mehr als die Hälfte des Königreichs) dagegen leisteten Widerstand gegen Isabella.  Allerdings waren die Unterstützer Johannas ohne fremde Hilfe nicht in der Lage, etwas gegen Isabella auszurichten. Prinzessin Johanna befand sich in der Obhut von Diego López Pacheco y Portocarrero, Marques de Villena. Der verhandelte zunächst mit den Katholischen Königen über eine einvernehmliche Lösung des Konfliktes, fordernd, dass Johanna ihrer Stellung nach angemessen verheiratet werden sollte, und versprechend, sie, nachdem eine solche Ehe vereinbart sei, den Königen zu übergeben. Als die Katholischen Könige allerdings eine unverzügliche Auslieferung verlangten, setzte der Marques de Villena sich mit dem König von Portugal in Verbindung.

### Portugiesische Invasion
Bereits im Dezember 1474 forderte der portugiesische König Alfons V. die kastilischen Adeligen auf, nicht Isabella, sondern seine Nichte Johanna als Königin von Kastilien anzuerkennen. Er berief die portugiesischen Cortes ein, um sich Mittel für einen Krieg gegen Isabella bewilligen zu lassen. Er ließ die Festungen an der Grenze zu Kastilien verstärken und stellte eine Angriffsarmee auf. Die Armee bestand aus etwa 15.000 Personen, die ab dem 10. Mai 1475 die Grenze an verschiedenen Stellen überquerte und in Richtung Salamanca und Zamora marschierte. Alfons konnte in Toro einziehen und sich dort festsetzen.
Am 29. Mai 1475 heiratete der 43-jährige portugiesische König Alfons V. in Plasencia seine zu diesem Zeitpunkt erst 13-jährige Nichte Johanna.  Der Dispens für diese Eheschließung wurde von Papst Sixtus IV. am 3. Februar 1467 ausgestellt, aber erst einige Monate später veröffentlicht.
Ferdinand und Isabella konnten eine Truppe aus 2.000 Reitern mit Harnisch und Lanzen, 6.000 weiteren Reitern und 20.000 Infanteristen aufstellen, mit der sie im Juli in Richtung Toro marschierten. Von der Anzahl her war die kastilische Truppe der portugiesischen weit überlegen, allerdings undiszipliniert und ohne keine einheitliche Kommandostruktur. Am 15. Juli wurde Ferdinand darüber unterrichtet, dass Zamora dem Feind die Tore geöffnet hatte, woraufhin er seinen Plan, Toro einzunehmen, fallenließ.
Da wegen ausbleibender Steuern den Katholischen Königen die Mittel zur Finanzierung des Krieges fehlten, verpfändeten sie ihren persönlichen Schmuck und requirierten sakrale Gefäße der Kirchen, womit der weitere Feldzug im Sommer 1475 finanziert werden konnte.
In der folgenden Zeit fand der Krieg an verschiedenen Orten statt. Einige Anhänger Isabellas, die über eigene Truppen verfügten, wurden in die Gebiete der Anhänger Johannas gesandt, um diese daran zu hindern, Alfons V. zu unterstützen. Auch ein weiteres Vordringen der Portugiesen in Richtung Norden konnte verhindert werden, und am 19. Januar 1476 gelang es Isabella, die Festung von Burgos nach Belagerung und Artilleriebeschuss in Besitz nehmen. Nachdem Ferdinand die Stadt Zamora besetzen konnte, ergab sich im März auch deren Festung.

### Schlacht von Toro
Am 1. März 1476 standen sich in der Nähe von Toro die beiden gegnerischen Heere in einer Feldschlacht gegenüber. Die Anhänger Johannas wurden angeführt von Alfons V. von Portugal und seinem Sohn Johann. Persönlich und mit eigenen Truppen nahmen u. a. der Erzbischof von Toledo und der Bischof von Evora teil. Den Oberbefehl der anderen Seite hatte Ferdinand, unterstützt u. a. von dem Kardinal Mendoza, dem Bischof von Avila und dem Herzog von Alba mit deren Truppen.
Nach den Kämpfen bezeichneten sich beide Seiten als Sieger. Das zeigte sich in späteren Jahren auch bei entsprechenden Gedenkveranstaltungen. Doch auch wenn die Anhänger von Johanna in der Schlacht von Toro nicht wirklich geschlagen wurden, führte deren Ergebnis dazu, dass der portugiesische Prinz Johann sich mit einem großen Teil seiner Truppen und Johanna nach Portugal zurückzog.

### Angriff Frankreichs
Im März 1475 überschritt ein französisches Heer von 50.000 Mann bei Hendaye die Grenze zu Kastilien. Durch eine Gegenoffensive der Kastilier wurden die Franzosen nach Bayonne zurückgedrängt. Auch die französische Belagerung von Fuenterrabía konnte durch die baskische Marine abgewehrt werden. Im Juni 1475 reiste Alfons V. persönlich nach Frankreich, um mehr Hilfe zu erbitten.  Frankreich machte aber weiter keine Anstalten, gegen Kastilien vorzugehen. Zum Friedensschluss zwischen Frankreich und Kastilien aber kam es erst am 9. Oktober 1478 mit dem Vertrag von St. Jean-de-Luz, wobei der Streit Frankreichs mit Aragón um das Roussilon und die Cerdagne von diesem Vertrag unberührt blieb. Ferdinand war zu dieser Zeit Thronfolger von Aragonien.

### Auseinandersetzungen zur See und in Afrika
Kastilien verfügte zu dieser Zeit über keine Kriegsmarine. So vergab Isabella am 19. August 1475 in Valladolid Antón Rodríguez y Gonzalo Corona die Genehmigung, auch Teile Afrikas südlich des Kaps Bojador anzusteuern, um dort Handel zu treiben. Im März 1476 genehmigte sie Antón Martín Nero, Eroberungen für die Krone von Kastilien auf den Kapverdischen Inseln zu machen. Im Jahr 1477 schließlich bestätigte sie außerdem die Rechte genuesischer Kaufleute aus Sevilla, Weizen, Gold und Elfenbein von der afrikanischen Küste zu importieren, wozu die diesbezüglichen Handelsschiffe üblicherweise gut bewaffnet waren.

### Befriedung des Landes
Ein Teil der portugiesischen Truppen blieb nach der Schlacht von Toro auf kastilischem Gebiet. Sie kontrollierten weiterhin eine Anzahl von Orten und Festungen an strategisch wichtigen Punkten im Grenzbereich zu Portugal, vor allem als Unterpfand möglicher Friedensverhandlungen.
Die kastilischen Adeligen, die für Johannas Thronfolge eingetreten waren, suchten nun eine Annäherung und Versöhnung mit den Katholischen Königen.  Diese reisten durch das Land und verhandelten sowohl mit den Adeligen, die sie selbst unterstützt hatten, als auch jenen, die Johanna unterstützt hatten. Dabei regelten sie die Herrschaftsgebiete der Adelsfamilien neu, wobei sie in den meisten Fällen die Situation wiederherstellten, die zu Beginn der Regierungszeit von Heinrich IV. bestanden hatte. Selbst die Anführer der Unterstützer von Johanna, der Marques de Villena, Diego López Pacheco y Portocarrero und der Erzbischof von Toledo, Carrillo, unterwarfen sich im September 1476 den Katholischen Königen. Die Bürgerkriegsphase des Erbfolgekrieges fand damit praktisch ihr Ende.
Nach der Schlacht von Toro kam es kaum noch zu Kämpfen zwischen Portugal und Kastilien. Erst im Februar 1479 griff Alfons V. Kastilien noch einmal an. Ein unter dem Befehl von García de Meneses, dem Bischof von Evora, stehendes portugiesisches Heer überschritt in der Nähe von Badajoz die Grenze. Am 24. Februar 1479 wurden die Portugiesen von den kastilischen Truppen unter Führung von Alfonso de Cárdenas, dem Großmeister des Santiagoordens, in Albuera geschlagen. Daraufhin war Alfons V. verhandlungsbereit.

## Vertrag von Alcáçovas
Auf Bitten ihrer Tante Beatrix von Portugal, der Herzogin von Bragança, reiste Isabella im Februar 1479 nach Alcántara, um sich dort mit ihr zu treffen. Beide Seiten brachten qualifizierte Rechtswissenschaftler mit, die nach monatelangen Verhandlungen am 4. September 1479 eine Reihe von getrennten Verträgen aushandelten, die als Vertrag von Alcáçovas bekannt wurden.
In der Präambel verpflichten sich beide Seiten, keine kriegerischen Handlungen gegeneinander zu begehen. Sie verzichten darüber hinaus auf alle direkten Thronansprüche in den jeweils anderen Ländern.
- Im ersten Vertrag bekam Portugal das Recht auf alle Inseln und das Monopol der Seefahrt und des Handels südlich der Kanarischen Inseln. Das Recht Kastiliens auf die Kanarischen Inseln wurde anerkannt.[29]  Kastilien versprach, sich nicht in die Eroberung des Königreiches Fès durch Portugal einzumischen.
- Der zweite Vertrag behandelte das Schicksal von Johanna. Ihr wurde die Alternative geboten, entweder den kastilischen Thronfolger Johann zu heiraten, sobald dieser das 14. Lebensjahr erreicht hätte, die Heirat allerdings auch ablehnen könnte, woraufhin Johanna eine finanzielle Abfindung bekäme, oder aber, als zweite Alternative, in ein Kloster einzutreten.
- Der dritte Vertrag regelte die Heirat zwischen Alfons, Infant von Portugal und Isabella, der ältesten Tochter der Katholischen Könige.
- Der vierte Vertrag beschäftigte sich mit der Behandlung der kastilischen Adeligen, die sich für die Thronfolge Johannas eingesetzt hatten. Sie sollten weitgehend so gestellt werden wie ihre Situation vor der Thronbesteigung Isabellas gewesen war.

Der Text der Verträge wurde am 4. September 1479 von den Verhandlungsführern unterschrieben und am 8. September 1479 durch den portugiesischen König Alfons V. und am 6. März 1480 von König Ferdinand und Königin Isabella ratifiziert.
In der Bulle Aeterni regis gab Papst Sixtus IV. dem Inhalt des Abkommens am 21. Juni 1481 seinen Segen.